# III. Noferu
Noferu (jelentése: „szépség”) ókori egyiptomi királyné a XII. dinasztia idején, I. Amenemhat leánya, I. Szenuszert egyetlen ismert felesége, II. Amenemhat anyja.
I. Amenemhat négy ismert gyermekének egyike. Fivére, Szenuszert feleségeként említik Szinuhe történetében (már elhunytként; Szinuhe az ő halotti kultuszának papja). Neve előfordul töredékeken, melyeket El-Listben találtak apja piramiskomplexumában, illetve fia Szerabit el-Khadim-i, I. Szenuszert emlékére emelt szentélyében. Saját piramisa épült férje sírkomplexumában, de elképzelhető, hogy nem itt temették el, hanem Dahsúrban, fia közelében.
Címei: A király felesége (ḥm.t-nỉswt), A király felesége a 'Heperkaré helyeivel egy'-en (ḥm.t-nỉswt m ẖnm.t-swt ḫpr-k3-rˁ), A király felesége a 'Szenuszert helyeivel egy'-en (ḥm.t-nỉswt m ẖnm.t-swt zỉ-n-wsr.t), A király lánya (z3.t-nỉswt), A király vér szerinti lánya (z3.t-nỉswt n[.t] ẖt=f), Örökös hercegnő (ỉrỉỉ.t-pˁt), Nagy tiszteletben álló (wr.t-ḥzwt), Felső- és Alsó-Egyiptom királyának anyja (mwt nỉswt-bỉtỉ), Minden hölgy asszonya (ḥnwt ḥm.wt nb.wt), A király leánya 'Amenemhat szépsége nagy'-ban (z.t-nỉswt m k3ỉ-nfrw-ỉmn-m-ḥˁt). A címeiben szereplő helynevek (Heperkaré/Szenuszert helyeivel egy; Amenemhat szépsége nagy) férje, illetve apja halotti templomának neve, ahol neki is volt kultusza.